# Divizia A (handbal feminin)
Divizia A este al doilea eșalon valoric al handbalului feminin românesc. Competiția este organizată de Federația Română de Handbal și se desfășoară în mai multe serii alcătuite pe criterii geografice. Conform regulamentelor FRH, echipele care termină sezonul pe primul loc în cele două serii promovează în Liga Națională, iar cele care termină pe locurile 2 și 3 participă la un turneu de baraj pentru promovarea în Liga Națională. Anterior, echipele clasate pe ultimele două locuri din fiecare serie retrogradau în Divizia B.
Echipele de junioare și echipa a doua a cluburilor din Liga Națională nu au drept de promovare.
În sezonul 2015-16, Divizia A a fost alcătuită din 22 de echipe, 11 în Seria A și 11 în Seria B.
În sezonul 2016-17, Divizia A a fost alcătuită din 25 de echipe, 14 în Seria A și 11 în Seria B. În sezonul 2017-18, Divizia A a fost alcătuită din 27 de echipe, 15 în Seria A și 12 în Seria B. În sezonul 2018-19, Divizia A a fost alcătuită din 27 de echipe, 6 în Seria A, 8 în Seria B, 7 în Seria C și 6 în Seria D. În sezonul 2019-20, Divizia A a fost alcătuită din 25 de echipe, 6 în Seria A, 7 în Seria B, 6 în Seria C și 6 în Seria D. În sezonul 2020-21, Divizia A a fost alcătuită din 20 de echipe, 6 în Seria A, 7 în Seria B și 7 în Seria C. În sezonul 2021-22, Divizia A a fost alcătuită din 25 de echipe, 12 în Seria A și 13 în Seria B. În sezonul 2022-23, Divizia A a fost alcătuită din 31 de echipe, 11 în Seria A, 10 în Seria B și 10 în Seria C. În sezonul 2023-24, Divizia A a fost alcătuită din 21 de echipe, 7 în Seria A, 7 în Seria B și 7 în Seria C.
În Divizia A activează sau au activat echipe care au participat mulți ani în primul eșalon al campionatului de handbal feminin, precum Cetate Deva sau Neptun Constanța, inclusiv echipe câștigătoare sau multiplu câștigătoare ale campionatului României, precum Știința București (1960, 1965), Rapid București (1961-1963, 1967, 2003), Universitatea Timișoara (1964, 1966, 1968-1972, 1975-1978) sau Știința Bacău (1979, 1980, 1982-1987, 1992).

## Clasament 2023-24
|  | Echipe promovate în Liga Națională                         |
|  | Echipă retrasă din campionat înainte de încheierea turului |

| Poz.                         | Clasament în turneul final | Clasament în turneul final | Clasament în turneul final |
| 1                            | CSM Slatina                | CSM Slatina                | CSM Slatina                |
| 2                            | CSM Iași 2020              | CSM Iași 2020              | CSM Iași 2020              |
| 3                            | CSM Deva                   | CSM Deva                   | CSM Deva                   |
| 4                            | CS Activ Prahova Ploiești  | CS Activ Prahova Ploiești  | CS Activ Prahova Ploiești  |
| 5                            | CSM Galați                 | CSM Galați                 | CSM Galați                 |
| 6                            | „U” Cluj                   | „U” Cluj                   | „U” Cluj                   |
| 7                            | CSM Unirea Slobozia        | CSM Unirea Slobozia        | CSM Unirea Slobozia        |
| 8                            | CSM Roman                  | CSM Roman                  | CSM Roman                  |
| Clasament în sezonul regulat |                            |                            |                            |
| Poz.                         | SERIA A                    | SERIA B                    | SERIA C                    |
| 1                            | CSM Slatina                | CSM Iași 2020              | CSM Deva                   |
| 2                            | CS Activ Prahova Ploiești  | CSM Galați                 | „U” Cluj                   |
| 3                            | CSM Unirea Slobozia        | CSM Roman                  | ACS „Liviu Rebreanu” Turda |
| 4                            | Sepsi SIC Sfântu Gheorghe  | CSM Bacău                  | CS Universitar Oradea      |
| 5                            | ACS Unirea Dobroești       | CSM Făgăraș                | CS Universitatea Reșița    |
| 6                            | CSU Neptun Constanța       | HCF Piatra Neamț           | CSU de Vest Timișoara      |
| 7                            | ACS Spartac București      | CS Știința Bacău           | CS Arena Târgu Mureș       |

## Clasament 2022-23
|  | Echipe promovate în Liga Națională               |
|  | Echipe fără drept de promovare în Liga Națională |

| Poz.                           | Clasament în turneul final   | Clasament în turneul final    | Clasament în turneul final        |
| 1                              | Corona Brașov                | Corona Brașov                 | Corona Brașov                     |
| 2                              | CSU Știința București        | CSU Știința București         | CSU Știința București             |
| 3                              | CSM Deva                     | CSM Deva                      | CSM Deva                          |
| 4                              | CS Activ Prahova Ploiești    | CS Activ Prahova Ploiești     | CS Activ Prahova Ploiești         |
| 5                              | CSM Iași 2020                | CSM Iași 2020                 | CSM Iași 2020                     |
| 6                              | „U” Cluj                     | „U” Cluj                      | „U” Cluj                          |
| 7                              | CSM Roman                    | CSM Roman                     | CSM Roman                         |
| 8                              | CSM Unirea Slobozia          | CSM Unirea Slobozia           | CSM Unirea Slobozia               |
| Clasament în sezonul regulat1) |                              |                               |                                   |
| Poz.                           | SERIA A                      | SERIA B                       | SERIA C                           |
| 1                              | CSU Știința București        | Corona Brașov                 | CSM Deva                          |
| 2                              | CS Activ Prahova Ploiești    | CNE Sfântu Gheorghe           | „U” Cluj                          |
| 3                              | HC Dunărea Brăila II         | CSM Iași 2020                 | CNOPJ Baia Mare                   |
| 4                              | HCM Slobozia                 | CSM Roman                     | CS Universitar Oradea             |
| 5                              | CSM București II             | CSM Bacău                     | CS Gloria 2018 Bistrița-Năsăud II |
| 6                              | CSU Neptun Constanța         | CSM Galați II                 | CS Arena Târgu Mureș              |
| 7                              | CS Rapid București II        | HCF Piatra Neamț              | ACS „Liviu Rebreanu” Turda        |
| 8                              | ACS Școala 181 SSP București | HC Harghita Odorheiu Secuiesc | CNE Râmnicu Vâlcea                |
| 9                              | ACS Unirea Dobroești         | CSM Făgăraș                   | CS Universitatea Reșița           |
| 10                             | SCM Gloria Buzău II          | CS Știința Bacău              | CSU de Vest Timișoara             |
| 11                             | ACS Spartac București        | 0                             | 0                                 |

1) Echipele secunde ale cluburilor din Liga Națională, echipele de junioare, echipele CNE și echipele CNOPJ nu au avut drept de promovare în Liga Națională. Întrucât echipele clasate pe primele două locuri și echipele clasate pe cele mai bune două locuri 3 în fiecare din cele trei serii au avansat la turneul final clasamentul în fiecare serie a fost refăcut după eliminarea rezultatele echipelor fără drept de promovare.

## Clasament 2021-22
|  | Echipe promovate în Liga Națională |
|  | Retrase din Divizia A              |

| Poz. | SERIA A                      | SERIA B                                    |
| ---- | ---------------------------- | ------------------------------------------ |
| 1    | CSM Galați                   | CSM Târgu Jiu                              |
| 2    | CSU Neptun Constanța         | „U” Cluj                                   |
| 3    | CSM Unirea Slobozia          | CS Gloria 2018 Bistrița-Năsăud II          |
| 4    | Corona Brașov                | CS Universitar Oradea                      |
| 5    | CSU Neptun Constanța         | CNE Râmnicu Vâlcea                         |
| 6    | HCF Piatra Neamț             | CNOPJ Baia Mare                            |
| 7    | CSM București II             | CSȘ Liceul Teoretic „Liviu Rebreanu” Turda |
| 8    | CSM Roman                    | CS Arena Târgu Mureș                       |
| 9    | CNE Sfântu Gheorghe          | CS Universitatea Reșița                    |
| 10   | ACS Școala 181 SSP București | CSU de Vest Timișoara                      |
| 11   | CS Știința Bacău             | HC Harghita Odorheiu Secuiesc              |
| 12   | ACS Spartac București        | ACS Tonic 2012 Oradea                      |
| 13   |                              | ACS Amy Slatina                            |

## Clasament 2020-21
|  | Echipe promovate în Liga Națională               |
|  | Echipe fără drept de promovare în Liga Națională |
|  | Echipă exclusă din Divizia A                     |

| Poz.                           | Clasament în turneul final | Clasament în turneul final        | Clasament în turneul final |
| 1                              | CSM Deva                   | CSM Deva                          | CSM Deva                   |
| 2                              | CSU Știința București      | CSU Știința București             | CSU Știința București      |
| 3                              | Corona Brașov              | Corona Brașov                     | Corona Brașov              |
| 4                              | CSM Roman                  | CSM Roman                         | CSM Roman                  |
| 5                              | CSU Neptun Constanța       | CSU Neptun Constanța              | CSU Neptun Constanța       |
| 6                              | CSM Târgu Jiu              | CSM Târgu Jiu                     | CSM Târgu Jiu              |
| 7                              | HCF Piatra Neamț           | HCF Piatra Neamț                  | HCF Piatra Neamț           |
| 8                              | CS Universitar Oradea      | CS Universitar Oradea             | CS Universitar Oradea      |
| Clasament în sezonul regulat1) |                            |                                   |                            |
| Poz.                           | SERIA A                    | SERIA B                           | SERIA C                    |
| 1                              | Corona Brașov              | CSM Deva                          | CSU Știința București      |
| 2                              | HC Dunărea Brăila II       | CSM Târgu Jiu                     | CSU Neptun Constanța       |
| 3                              | HCF Piatra Neamț           | CS Gloria 2018 Bistrița-Năsăud II | CSM București II           |
| 4                              | CSM Roman                  | CS Universitar Oradea             | CNE Râmnicu Vâlcea         |
| 5                              | CS Știința Bacău           | CSU de Vest Timișoara             | HCM Slobozia               |
| 6                              | CSU Târgoviște             | CNE Sfântu Gheorghe               | CS Danubius Călărași       |
| 7                              | 0                          | CS Universitatea Reșița           | ACS Amy Slatina            |

1) Echipele secunde ale cluburilor din Liga Națională, echipele de junioare, echipele CNE și echipele CNOPJ nu au avut drept de promovare în Liga Națională. Întrucât echipele clasate pe primele două locuri și echipele clasate pe cele mai bune două locuri 3 în fiecare din cele trei serii au avansat la turneul final clasamentul în fiecare serie a fost refăcut după eliminarea rezultatele echipelor fără drept de promovare și a celor excluse din campionat.

## Clasament 2019-20
|  | Echipe promovate în Liga Națională |

| Poz.                         | Echipe promovate în Liga Națională1) | Echipe promovate în Liga Națională1) | Echipe promovate în Liga Națională1) | Echipe promovate în Liga Națională1) |
| 1                            | CS Dacia Mioveni 2012                | CS Dacia Mioveni 2012                | CS Dacia Mioveni 2012                | CS Dacia Mioveni 2012                |
| 2                            | CS Activ Prahova Ploiești            | CS Activ Prahova Ploiești            | CS Activ Prahova Ploiești            | CS Activ Prahova Ploiești            |
| 3                            | ACS Crișul Chișineu-Criș             | ACS Crișul Chișineu-Criș             | ACS Crișul Chișineu-Criș             | ACS Crișul Chișineu-Criș             |
| 4                            | CSM Galați                           | CSM Galați                           | CSM Galați                           | CSM Galați                           |
| Clasament în sezonul regulat |                                      |                                      |                                      |                                      |
| Poz.                         | SERIA A                              | SERIA B                              | SERIA C                              | SERIA D                              |
| 1                            | CSM Galați                           | CSU Neptun Constanța                 | CS Dacia Mioveni 2012                | ACS Crișul Chișineu-Criș             |
| 2                            | HCF Piatra Neamț                     | CSU Știința București                | CS Activ Prahova Ploiești            | CSM Târgu Mureș                      |
| 3                            | HC Dunărea Brăila II                 | CSM București II                     | CSM Târgu Jiu                        | CS Universitar Oradea                |
| 4                            | CS Știința Bacău                     | CS Danubius Călărași                 | Național Râmnicu Vâlcea              | CSU de Vest Timișoara                |
| 5                            | CSM Roman                            | ACS Școala 181 SSP București         | CSU Târgoviște                       | CS Universitatea Reșița              |
| 6                            | Național Brașov                      | HC Dinamo Bitcoin București          | ACS Székelyudvarhely NKK             | CS Marta Baia Mare                   |
| 7                            | 0                                    | ACS Spartac UNEFS București          | 0                                    | 0                                    |

1) După ce mai multe echipe au renunțat la participarea la turneul final de promovare, în cursă au rămas doar patru echipe care concurau pentru patru locuri de promovare, făcând inutilă organizarea unui turneu. Pentru a decide locul de promovare ocupat de cele patru echipe, FRH a ales tragerea la sorți, care a avut loc pe 21 septembrie 2020.

## Clasament 2018-19
|  | Echipe promovate în Liga Națională |

| Poz.                           | Clasament în turneul final | Clasament în turneul final   | Clasament în turneul final | Clasament în turneul final |
| 1                              | CS Rapid București         | CS Rapid București           | CS Rapid București         | CS Rapid București         |
| 2                              | HCM Slobozia               | HCM Slobozia                 | HCM Slobozia               | HCM Slobozia               |
| 3                              | CS Dacia Mioveni 2012      | CS Dacia Mioveni 2012        | CS Dacia Mioveni 2012      | CS Dacia Mioveni 2012      |
| 4                              | CSM Târgu Mureș            | CSM Târgu Mureș              | CSM Târgu Mureș            | CSM Târgu Mureș            |
| Clasament în turneul semifinal |                            |                              |                            |                            |
| Poz.                           | GRUPA 1                    | GRUPA 1                      | GRUPA A 2-A                | GRUPA A 2-A                |
| 1                              | HCM Slobozia               | HCM Slobozia                 | CS Rapid București         | CS Rapid București         |
| 2                              | CS Dacia Mioveni 2012      | CS Dacia Mioveni 2012        | CSM Târgu Mureș            | CSM Târgu Mureș            |
| 3                              | ACS Crișul Chișineu-Criș   | ACS Crișul Chișineu-Criș     | HC Activ CSO Plopeni       | HC Activ CSO Plopeni       |
| 4                              | CSU Știința București      | CSU Știința București        | CSU Neptun Constanța       | CSU Neptun Constanța       |
| Clasament în sezonul regulat   |                            |                              |                            |                            |
| Poz.                           | SERIA A                    | SERIA B                      | SERIA C                    | SERIA D                    |
| 1                              | HCM Slobozia               | CS Rapid București           | CS Dacia Mioveni 2012      | CSM Târgu Mureș            |
| 2                              | CSU Neptun Constanța       | CSU Știința București        | HC Activ CSO Plopeni       | ACS Crișul Chișineu-Criș   |
| 3                              | HCF Piatra Neamț           | CS Dinamo București          | FC Argeș Pitești           | CS Universitatea Reșița    |
| 4                              | HC Dunărea Brăila II       | CSM București II             | Național Râmnicu Vâlcea    | CS Minaur Baia Mare II     |
| 5                              | CS Știința Bacău           | CSA Steaua București         | Székelyudvarhelyi NKK      | CS Universitar Oradea      |
| 6                              | ACS UAIC CNOT Iași         | ACS Școala 181 SSP București | CSU Târgoviște             | CSU de Vest Timișoara      |
| 7                              | 0                          | CS Danubius Călărași         | LPS Târgu Jiu              | 0                          |
| 8                              | 0                          | ACS Spartac București        |                            | 0                          |

## Clasament 2017-18
|  | Echipe promovate în Liga Națională            |
|  | Retrase din campionat după încheierea turului |

| Poz. | SERIA A                      | SERIA B                  |
| ---- | ---------------------------- | ------------------------ |
| 1    | SCM Gloria Buzău             | CS Minaur Baia Mare      |
| 2    | CSU Neptun Constanța         | SCM Timișoara            |
| 3    | CSU Știința București        | CS Dacia Mioveni 2012    |
| 4    | CSM București II             | ACS Corona Brașov II     |
| 5    | HCF Piatra Neamț             | CS Universitatea Reșița  |
| 6    | CS Dinamo București          | Național Râmnicu Vâlcea  |
| 7    | CSȘ Tulcea                   | FC Argeș Pitești         |
| 8    | CSA Steaua București         | ACS Olimpic Târgu Mureș  |
| 9    | ACS UAIC CNOT Iași           | CS Universitar Oradea    |
| 10   | CS Știința Bacău             | CSU de Vest Timișoara    |
| 11   | HC Activ CSO Plopeni         | ACS Crișul Chișineu-Criș |
| 12   | ACS Școala 181 SSP București | ACS Odorheiu Secuiesc    |
| 13   | CSU Târgoviște               | SC Mureșul Târgu Mureș   |
| 14   | CS Danubius Călărași         | ASCS KSE Târgu Secuiesc  |
| 15   | ACS Spartac București        |                          |

## Clasament 2016-17
Conform paginii oficiale a FRH:
|  | Echipe promovate în Liga Națională |

| Poz. | SERIA A                  | SERIA B                    |
| ---- | ------------------------ | -------------------------- |
| 1    | CS Rapid USL București   | CSM Slatina                |
| 2    | CS Dinamo București      | CS Minaur Baia Mare        |
| 3    | CS HM Buzău              | CS Universitatea Reșița    |
| 4    | SCM Pitești              | SC Mureșul Târgu Mureș     |
| 5    | CSU Știința București    | CSU Oradea                 |
| 6    | CSM București II         | CS Extrem Baia Mare        |
| 7    | CSU Neptun Constanța     | CSU de Vest Timișoara      |
| 8    | HCF Piatra Neamț         | Național Brașov            |
| 9    | CS Știința Bacău         | CS Dacia Mioveni           |
| 10   | ACS Școala 181 București | ACS Sepsi-Sic Sf. Gheorghe |
| 11   | HC Activ Plopeni         | ACS Crișul Chișineu-Criș   |
| 12   | ACS UAIC CNOT Iași       |                            |
| 13   | CSU Târgoviște           |                            |
| 14   | ACS Spartac București    |                            |

## Clasament 2015-16
Conform paginii oficiale a FRH:
|  | Echipe promovate în Liga Națională |

| Poz. | SERIA A                  | SERIA B                    |
| ---- | ------------------------ | -------------------------- |
| 1    | CS Danubius Galați       | CSM Bistrița               |
| 2    | CS HM Buzău              | CSM Cetate Deva            |
| 3    | CSU Știința București    | CSM Slatina                |
| 4    | HCF Piatra Neamț         | SCM Pitești                |
| 5    | CSM București II         | CS Universitatea Reșița    |
| 6    | HC Activ Plopeni         | CSU de Vest Timișoara      |
| 7    | „U” Neptun Constanța     | ACS Sepsi-Sic Sf. Gheorghe |
| 8    | CS Știința Bacău         | SC Mureșul Târgu Mureș     |
| 9    | ACS Spartac București    | Național Brașov            |
| 10   | CSU Târgoviște           | CSU Oradea                 |
| 11   | ACS Școala 181 București | ACS Avram Iancu Arad       |

## Clasament 2014-15
Conform paginii oficiale a FRH:
|  | Echipe promovate în Liga Națională |

| Poz. | SERIA A                  | SERIA B                 |
| ---- | ------------------------ | ----------------------- |
| 1    | CS Rapid București       | HC Alba Sebeș           |
| 2    | CSU Știința București    | CS Măgura Cisnădie      |
| 3    | CS HM Buzău              | Național Râmnicu Vâlcea |
| 4    | CSM București II         | CSM Slatina             |
| 5    | CSU Danubius Galați      | CSM Bistrița            |
| 6    | HC Activ Plopeni         | CS Universitatea Reșița |
| 7    | HCF Piatra Neamț         | SCM Pitești             |
| 8    | ACS Școala 181 București | CS Timișoara            |
| 9    | CS Știința Bacău         | CSU de Vest Timișoara   |
| 10   | CSU Târgoviște           | CSȘ 2 Baia Mare         |
| 11   | ACS Spartac București    |                         |

## Clasament 2013-14
Conform paginii oficiale a FRH:
|  | Echipe promovate în Liga Națională |
|  | Echipă exclusă după 2 neprezentări |

| Poz. | SERIA A                  | SERIA B                     |
| ---- | ------------------------ | --------------------------- |
| 1    | CSM Unirea Slobozia      | SC Mureșul Târgu Mureș      |
| 2    | CS HM Buzău              | HC Alba Sebeș               |
| 3    | ACS Școala 181 București | CSM Slatina                 |
| 4    | CSU Știința București    | SCM Pitești                 |
| 5    | CS Rapid CFR București   | CSM Bistrița                |
| 6    | CS Știința Bacău         | Național Râmnicu Vâlcea     |
| 7    | HC Danubius Galați       | CS Timișoara                |
| 8    | HCF Piatra Neamț         | CSU Târgu Jiu               |
| 9    | HC Activ Plopeni         | CS Universitatea Reșița     |
| 10   | ACS Spartac București    | ACS Bowling Sfântu Gheorghe |
| 11   | CSM Dunărea Giurgiu      | CSU Timișoara               |
| 12   | CSU Târgoviște           | HC Vlady Oradea             |